# Эскадренный миноносец
Эска́дренный миноно́сец (сокр. эсми́нец) — класс многоцелевых боевых быстроходных манёвренных кораблей, предназначенных для борьбы с подводными лодками, летательными аппаратами (в том числе ракетами) и кораблями противника, а также для охраны и обороны соединений кораблей или конвоев судов при переходе морем. Эскадренные миноносцы могут также использоваться для разведывательной и дозорной службы, артиллерийской поддержки при высадке десанта и для постановки минных заграждений, а также дымовых завес.
Русское название «миноносец» происходит от того, что в дореволюционной России торпеды назывались «самодвижущимися минами». Обозначение же «эскадренный» указывает на способность кораблей этого класса действовать в составе эскадры в океанской и морской зоне. Это название пришло в русский язык из французской терминологии конца XIX — начала XX века (фр. torpilleur d’escadre).
За рубежом, включая современный французский язык, наибольшее распространение получили кальки с английского названия англ. Destroyer («разрушитель») — фр. destroyer, нем. Zerstörer, пол. niszczyciel, и так далее. Этот термин, в свою очередь, изначально являлся сокращением от англ. Torpedo boat destroyer — «истребитель миноносцев», что связано с тем, что первоначальным назначением кораблей этого класса считался перехват вражеских миноносцев и их уничтожение артиллерийским огнём (против небольшого корабля, движущегося со скоростью 30 и более узлов (15 м/с), торпеды тех лет не были эффективным оружием).
В русском флоте времён русско-японской войны эти корабли также называли «истребителями». В отличие от эскадренных миноносцев, «обычные» миноносцы оставались классом лёгких кораблей, не имеющих мощного артиллерийского вооружения, часто со сравнительно низкими мореходностью и автономностью.
Перед Первой мировой войной основным назначением эсминцев стала торпедная атака основных сил флота противника, особенно крупных кораблей. Во время и после этой войны они становятся многоцелевыми боевыми кораблями, способными выполнять самый широкий круг задач, основными из которых стали противовоздушная и противолодочная оборона своих сил. В этот период существенно выросли их водоизмещение и значимость в составе флота, особенно с тех пор, как почти из всех флотов в мире исчезли линкоры (в 1950—1960-х годах).
Крупнейшие из современных эсминцев равны по водоизмещению лёгким крейсерам эпохи Второй мировой войны, но значительно превосходят их по огневой мощи.

## Развитие минного оружия в 1870-х — 1880-х годах
Суда, вооружённые торпедным оружием появились, как минимум, начиная с 1874 г. (английский торпедный корабль «Везувий», построенный по инициативе Британского Торпедного комитета, был способен развивать скорость в 9 узлов) (1873 г. — фрегат «Шах», но активное развитие этих судов и отход на второй план судов, вооружённых буксируемыми и шестовыми минами, началось только после Русско-турецкой войны 1877—1878 годов.
Первыми носителями торпед («самодвижущихся мин»), сочетающими в себе малый размер и стоимость и одновременно с этим высокую скорость хода, стали построенный в 1877 году в Великобритании миноносец «Лайтнинг» (англ. «HMS Lightning» — «Молния»), способный развивать скорость в 18 узлов, и построенный в России (на заводе Берда в Петербурге) в том же году миноносец «Взрыв». Они и однотипные с ними корабли были маленькими, быстроходными и дешёвыми в производстве, но любой из них потенциально мог потопить линейный корабль той эпохи.
Успешные испытания «Лайтнинга» послужили толчком к серийному строительству миноносцев: уже в 1879 году фирмой Торникрофта по заказу британского Адмиралтейства было построено 11 номерных миноносцев (№ 2—12), имевших в качестве прототипа «Лайтнинг» (но от последнего их отличал чуть больший тоннаж, более мощная силовая установка, бо́льшая длина корпуса, меньшая осадка, выпуклая (карапасная) палуба и отсутствие кормовой надстройки. В 1878—1879 годах фирма Торникрофта построила 12 номерных миноносцев для Франции (№ 8—19) и по одному миноносцу для Дании и Австро-Венгрии.
Первая в мире успешная атака двумя торпедами была осуществлена 14 января 1878 года во время Русско-турецкой войны 1877—1878 годов минными катерами «Чесма» и «Наварин»; в ходе неё был потоплен (по другим данным — повреждён) сторожевой турецкий пароход «Интибах».
Под впечатлением, с одной стороны успешных действий русских минных катеров против турецких кораблей, а с другой — быстрого роста возможностей торпедного оружия, родилась концепция «миноносного флота». Её автором стал французский адмирал Обэ, морской министр и глава так называемой «молодой школы» теоретиков морской войны. Согласно этой концепции, для обороны прибрежных вод необходимо иметь не броненосцы и канонерские лодки, а множество малых быстроходных миноносок. Атакуя одновременно с разных направлений, они пустят ко дну любую эскадру, состоящую из тихоходных и неповоротливых броненосных кораблей. Доктрина «молодой школы» быстро приобрела много сторонников, как во Франции, так и за её пределами, так как она позволяла отказаться от дорогостоящего строительства броненосного флота в пользу гораздо более дешёвого «москитного флота».
Хотя маленькие, с небольшим запасом хода миноносцы могли быть легко уничтожены в дневное время задолго до того, как они приблизились бы на дистанцию эффективной торпедной атаки, ночью они могли проводить успешные торпедные атаки судов противника, либо действовать в составе флота больших кораблей, пока этот флот находился вблизи своей базы. Это привело к необходимости установки большого количества «противоминных» малокалиберных артиллерийских орудий на больших кораблях.
Десятилетие 1880-х годов было отмечено своеобразным «миноносным» бумом: флота Великобритании, Франции, России, Австро-Венгрии, Италии, Германии и США, а также флота малых стран Европы (Дании, Швеции и др.) начали активно пополняться сериями кораблей нового класса. К 1 января 1886 года в тройку лидеров по числу миноносцев, находящихся в составе их флотов, входили Великобритания (129 миноносцев, в том числе 26 мореходных), Россия (119 миноносцев, в том числе 6 мореходных) и Франция (77 миноносцев, в том числе 23 мореходных).

## Возникновение класса эскадренных миноносцев
Морские страны осознали необходимость борьбы с этой опасностью и приступили к созданию класса кораблей, предназначенных для уничтожения миноносцев и более мелких торпедных судов — минных катеров и миноносок. Эти корабли должны были стать такими же быстрыми, как миноносцы, и иметь в составе вооружения, помимо торпед, ещё и артиллерию; они должны были создавать заслон на некотором удалении от сил основного флота и не допускать миноносцы на дистанцию атаки. Однако уже в те времена было понятно, что у этой концепции есть свои проблемы. Хотя такие корабли и могли уничтожать миноносцы, сами они, действуя вдали от своего флота, были практически беззащитны против крупных боевых кораблей. Другой проблемой было то, что из-за малого водоизмещения миноносцы имели небольшой запас хода. «Истребители миноносцев» же, предназначенные для защиты основного флота, должны были иметь такой же запас хода, как у других кораблей флота, поэтому они обычно имели намного большее водоизмещение, чем катера и миноносцы, которым они должны были противостоять.

### Прототипы «истребителей миноносцев»
В 1882 году в Великобритании был построен торпедный таран «Полифемус». Он обладал скоростью 18 узлов и способен был противостоять миноносцам своим тараном, а также угрожать крупным боевым кораблям тараном и торпедами. Но корабль получился не слишком удачным из-за слабого артиллерийского вооружения и недостаточно большой скорости хода. В этом же году британские судостроители построили торпедные крейсера «Скаут» и «Арчер», после чего приступили к строительству торпедных канонерских лодок типов «Шарпшутер», «Ясон» (или «Аларм») и «Дриад» (или «Халцион»). Ещё одним прародителем класса эскадренных миноносцев можно назвать большой миноносец «Свифт», построенный в 1884 году Самюэлем Уайтом. Конструктивно миноносец был увеличенной копией стандартных 60-тонных миноносцев британского флота, имел водоизмещение 140 т, длину 47 м и ширину 5,3 м; вооружался четырьмя 37-мм скорострельными пушками (при использовании в качестве миноносца) и тремя торпедными аппаратами, из них палубные поворотные могли заменяться шестью 47-мм скорострельными пушками, а носовой аппарат — съёмным откидным тараном. Двойное (сменное) вооружение корабля позволяло использовать «Свифт» или в качестве миноносца, или в качестве в «истребителя миноносцев» («torpedo boat destroyers») противника. Хотя «Свифт» развивал максимальную скорость всего в 23,5 узла, недостаточную для обычных миноносцев, он имел вооружение для борьбы с миноносцами противника.
Ещё одним прототипом нового класса может считаться бронированный японский миноносец 1-го класса «Котака», построенный по восьмилетней программе развития японских ВМС (1882—1890) английской фирмой Ярроу в 1885—1886 годах; он был перевезён в разобранном виде в Японию и собран в 1886—1888 годах в Йокосуке. Миноносец водоизмещением 203 тонны при длине 50,3 м и ширине корпуса 5,8 м развивал скорость 19 узлов (мощность 2 локомотивных котлов и 2 паровых машин «компаунд» равнялась 1217 л. с.). Палуба и борта миноносца в районе механизмов защищались 25-мм бронёй, носовая оконечность имела таранную форму и была укреплена. Вооружение корабля состояло из четырёх 37-мм четырёхствольных пушек, расположенных в носу, в корме и побортно в средней части, а также двух носовых неподвижных и двух спаренных поворотных 381-мм торпедных аппаратов. Тем не менее, мореходность «Котака» была не вполне удовлетворительной (носовая оконечность при волнении сильно зарывалась в воду).
Почти сразу после японского заказа в конце 1885 года британская фирма J&G Thompson по заказу Испании начала строительство корабля для борьбы с миноносцами, который получил имя «Destructor». Он был спущен на воду в 1886 году и вступил в строй в 1887, однако по различным причинам до 1892 года оставался собственностью фирмы, после чего был передан заказчику. При водоизмещении 386 т и скорости 22,7 узлов он был вооружён одним 65-мм (по другим данным — 90-мм) орудием, четырьмя 57-мм и двумя 47-мм скорострельными пушками, а также пятью 381-мм торпедными аппаратами; по традиции «Деструктор» имел съёмную трёхмачтовую парусную оснастку. В испанском флоте «Деструктор» классифицировался как торпедная канонерская лодка.

### Первые эскадренные миноносцы
Достигнутые в начале 1890-х годов значительные успехи французских миноносцев, с которыми в ходе путешествия по Франции и посещения французских верфей удалось ознакомиться известному английскому кораблестроителю Альфреду Ярроу, заставили последнего обратиться в начале 1892 года к молодому, занявшему 1 февраля 1892 года пост Третьего лорда Адмиралтейства — Контролёра флота, контр-адмиралу Джону Фишеру с проектом «суперминоносца», который должен был затмить быстроходные французские корабли данного класса. Инициатива Ярроу была поддержана Фишером. На вопрос Ярроу, как будут называться новые корабли, Третий лорд Адмиралтейства ответил: «Мы назовём их истребителями (англ. destroyers), так как их задача — уничтожать французские миноносцы». В документах корабли нового класса первоначально именовались «истребители миноносцев» (англ. torpedoboats destroyers), но позднее их стали называть просто «истребителями».
Первыми кораблями, названными «истребителями миноносцев», стали шесть кораблей так называемого «26-узлового» типа, построенные для английского флота в 1892 году, и спущенные на воду в 1893 году. Их строили (парами) три частные фирмы («Ярроу», «Торникрофт» и «Лэрд»): заказ на первые два (HMS Daring и HMS Decoy) был выдан 27 июня 1892 года, на следующие 2 (HMS Havock и HMS Hornet) — 2 июля, а на последние 2 (HMS Farret и HMS Linx) — 6 января 1893 года. Несмотря на имевшиеся внешние различия, они оказались очень схожи между собой. Они имели полное водоизмещение около 270—280 т, скорость 26 узлов, вооружены одним 12-фунтовым (76-мм) орудием, тремя 6-фунтовыми (57-мм) орудиями, и тремя 457-мм торпедными аппаратами. Из-за опасения перегрузки их не рассматривали как корабли, имевшие назначение быть одновременно и «истребителями» и «торпедоносцами»: в зависимости от обстановки они должны были решать либо ту, либо иную задачу, для чего эти экспериментальные «истребители» и проектировались под сменное вооружение. В период проведения испытаний и при дальнейшей эксплуатации было установлено, что одновременная установка артиллерии и торпедных аппаратов нисколько не уменьшает их скорости и манёвренных качеств.
Экспериментальные «истребители миноносцев» 26-узлового типа на десятилетие вперёд определили особенности внешнего облика британских кораблей этого класса: гладкопалубный корпус, покрытие носовой части корпуса карапаксом («черепашьим панцирем»), за которым располагалась боевая рубка с установленной над ней платформой 76-мм орудия; по бокам от рубки располагались ограждения-волноломы, защищавшие 57-мм орудия.

## Эскадренные миноносцы 1894—1905 годов
Франция, обладавшая значительным количеством миноносцев, построила свой первый эсминец в 1899 г. Соединённые Штаты заложили свой первый эсминец «Бейнбридж» (англ. USS Bainbridge, Destroyer No. 1) в 1902 г., к 1906 г. у них было 16 эсминцев.
В России до 1898 г. строили миноносцы водоизмещением 90—150 т, обладавшие скоростью 20—25 узлов (так называемые «номерные миноносцы», не имевшие собственных имён). Они имели один встроенный в корпус носовой неподвижный торпедный аппарат и один или два однотрубных поворотных торпедных аппарата на верхней палубе, а также одну-две лёгкие пушки. Эскадренные миноносцы в России выделились в самостоятельный класс боевых кораблей после Русско-японской войны 1904—1905 гг.

## Развитие эсминцев в начале XX века
На рубеже XIX—XX веков в конструкции эсминцев появляются паровые турбины. Первым эсминцем с паровой турбиной стал английский «Вайпер» (англ. HMS Viper), построенный в 1899 г. На испытаниях он достиг скорости в 36 узлов. Хотя сам «Вайпер» вскоре разломился пополам и затонул во время шторма, английский флот заказал ещё несколько эсминцев с паровыми турбинами. К 1910 году они уже были широко распространены.
В 1905 году Англия начала строить эсминцы, работающие не на угле, а на нефти (проект «Трайбл», англ. Tribal). Флоты других стран тоже со временем стали переходить на нефтяное топливо, например, Соединённые Штаты в проекте «Полдинг» (англ. Paulding) в 1909 году, Россия в проекте «Новик» в 1910 году.
Между 1892 и 1914 годами эсминцы стали значительно больше: водоизмещение возросло с первоначальных 240 тонн до 1000. Так как конструкция эсминцев была направлена на то, чтобы поместить как можно более мощные двигатели в как можно более лёгкий корпус, обшивку корпуса эсминцев часто делали из очень тонкой стали (вплоть до 3 мм).
При вооружении эсминцев окончательно отказались от подводных неподвижных торпедных аппаратов и перешли к палубным многотрубным аппаратам на вращающейся платформе. Для управления стрельбой стали использовать специальные оптические прицелы, закреплённые на вращающейся платформе аппарата. Более совершенным становится и главное ударное оружие эсминца — торпеда. Её диаметр увеличился с 357 до 533—600 мм, а масса боевого заряда достигла 160 кг. Резко возросла дальность действия и скорость торпед.
На ранних эсминцах жизненное пространство для экипажа было очень ограниченным. На эсминцах типа «Хэвок» не было предусмотрено спальных мест для отдыха экипажа, даже офицеры спали в креслах в кают-компании. Дым и конденсат паров делали жизнь экипажа весьма некомфортабельной. Первым типом британских эсминцев, имевшим отдельные каюты для офицеров, стали эсминцы типа «Ривер» постройки 1902 года.
На ранних сериях эсминцев остойчивость была хорошей, из-за того что механизмы весили много, и только вооружение, представленное лёгкими пушками и торпедными аппаратами, составляло верхнюю массу. Доля массы энергетической установки постоянно уменьшалась, доля массы вооружения возрастала, и это приводило к тому, что расстояние центра тяжести от киля увеличивалось, в связи с этим уменьшалась поперечная метацентрическая высота и критический угол крена. Так на лидере «Свифт» построенном в 1908 году критический угол крена, в зависимости от водоизмещения, был равен 90—87,5° с метацентрической высотой 0,61 м, а на эсминце HMS Keith, построенном через 20 лет критический угол крена был равен 70—61° с метацентрической высотой 0,262 м.
| Страна         | Год  | Год  | Год  | Год  | Год  |
| Страна         | 1892 | 1900 | 1904 | 1914 | 1918 |
| -------------- | ---- | ---- | ---- | ---- | ---- |
| Великобритания | 0    | 75   | 131  | 243  | 433  |
| Франция        | 0    | 2    | 31   | н/д  | н/д  |
| Германия       | 0    | 1    | 47   | 210  | 311  |
| Россия         | 0    | 1    | 60   | 75   | 105  |
| Италия         | 0    | н/д  | 15   | н/д  | н/д  |
| Япония         | н/д  | 8    | 19   | н/д  | н/д  |
| США            | н/д  | 16   | н/д  | н/д  | н/д  |

## Теоретические рассуждения о боевом применении эсминцев
Первоначальное назначение эсминцев — борьба с миноносцами, но вскоре в ВМС разных стран осознали, что быстроходные эсминцы можно использовать более гибко. Английский вице-адмирал сэр Балдуин Уокер так описывал роль эсминцев в Королевском Военно-морском Флоте:
- Защита флота от вражеских торпедных кораблей
- Разведка вражеских берегов перед приближением своего флота
- Наблюдение за вражескими портами с целью беспокойства их торпедных кораблей и предотвращения их возвращения в порт.
- Атака вражеского флота.

## Русско-японская война
Первый значительный боевой эпизод с участием эскадренных миноносцев (по японской классификации — «истребитель» или «миноносец», по русской — «миноносец») произошёл во время Русско-японской войны. В ночь с 26 на 27 января 1904 года 10 японскими эсминцами была произведена ночная торпедная атака кораблей русской эскадры, стоявшей на якоре на рейде Порт-Артура. Всего за час было выпущено 16 торпед, 3 из которых достигли цели и повредили русские броненосцы «Цесаревич», «Ретвизан» и крейсер «Паллада».
Во время обороны Порт-Артура миноносцы показали себя, по выражению адмирала С. О. Макарова, «лихими морскими казаками». По активности использования с миноносцами не мог сравниться ни один из каких-либо других классов боевых кораблей. Миноносцы применялись как разведчики, тральщики и артиллерийские корабли. Под Порт-Артуром произошло несколько боёв между эскадренными миноносцами: 26 февраля после боя с четырьмя японскими эсминцами погиб «Стерегущий», 31 марта — «Страшный», также в бою против четырёх японских кораблей. Бои на внешнем рейде крепости становились обыденным, повседневным делом. Перед сдачей Порт-Артура из крепости на 6 эсминцах были вывезены наиболее ценные вещи.
В Цусимском сражении девяти русским эскадренным миноносцам противостоял 21 японский. Техническое состояние русских кораблей после похода было ужасным, поэтому роль эскадренных миноносцев свелась к посыльной службе у флагманских кораблей эскадры. Японские «истребители» приняли активнейшее участие в торпедных атаках; по некоторым данным, они потопили броненосцы «Князь Суворов», «Наварин» и ещё несколько русских кораблей. 15 мая в бою против двух японских миноносцев (в том числе одного «истребителя») погиб «Громкий». Миноносец «Грозный» сумел одержать победу в длительном бою против японского эсминца «Кагеро».
Русско-японская война показала относительную слабость торпедного и артиллерийского вооружения эскадренных миноносцев. Опыт войны показал непригодность 47-мм и 57-мм орудий в качестве вооружения миноносцев. Калибр торпедных аппаратов также начали увеличивать до 456-мм. Это способствовало становлению нового облика эсминца — корабля большого водоизмещения (до 2000 тонн) с сильным вооружением.

## Первая мировая война
Эскадренные миноносцы периода Первой мировой войны имели водоизмещение 1 — 1,5 тыс. тонн, скорость 30 — 37 узлов (55 — 68,5 км/ч) паровые турбины, котлы с нефтяными форсунками, до 4 трёхтрубных 450- или 533 мм торпедных аппаратов, до 5 орудий калибра 88 мм или 102 мм.
Во время Первой мировой войны стороны, при весьма незначительном использовании крупных боевых кораблей, активно использовали эсминцы для набеговых операций, патрулирования, постановки минных заграждений. Первый выстрел на море в этой войне совершил 5 августа 1914 г. эсминец «Ланс» британской 3-й флотилии при столкновении с немецким вспомогательным минным заградителем «Кёнигин Луизе». Первым британским затонувшим кораблём стал лидер 3-й флотилии крейсер-скаут «Амфион», подорвавшийся на мине, установленной тем самым минным заградителем.
Эсминцы участвовали в ряде морских сражений: в стычках, привёдших к бою в Гельголандской бухте, в битве у Галлиполи, где они, помимо защиты основных сил флота, служили в качестве транспортов для перевозки войск и в качестве их артподдержки, свыше 80 британских эсминцев и около 60 немецких принимали участие в самом большом морском сражении I Мировой — Ютландском бое.
Во время войны эсминцы получили новое назначение — защищать флот от подводных атак. Подводные лодки, активно использовавшиеся во время войны, могли скрытно приблизиться и торпедировать надводные корабли. Эсминцы первой мировой имели достаточную скорость и вооружение, чтобы атаковать подлодки до того, как они погрузятся — либо артиллерийским огнём, либо тараном. Так как эсминцы имели достаточно малую осадку и большую скорость, торпедировать их было сложно, торпеды чаще всего проходили мимо либо под килем корабля.
Желание атаковать подлодки в подводном положении привело к быстрым изменениям в конструкции эсминцев, их корпуса стали усиливать для таранов, оборудовать глубинными бомбами и гидрофонами для обнаружения подводных целей. Первым случаем атаки подлодки эсминцем был таран немецкой подлодки U.19 английским эсминцем «Бэджер» (англ. Badger) 29 октября 1914 г. U.19 была только повреждена, но в следующем месяце эсминец «Гэрри» (англ. Garry) успешно потопил лодку U.18. Первый случай уничтожения подлодки глубинной бомбой был 4 декабря 1916 г., когда UC.19 была потоплена эсминцем «Ллевеллин» (англ. Llewellyn).
Подводная угроза привела к тому, что многие эсминцы были направлены на охоту за подлодками; после того, как Германия летом 1917 г. приняла решение о неограниченной подводной войне, эсминцы стали назначать в конвои торговых судов. После вступления Америки в войну, американские эсминцы присоединились к военным действиям. В Средиземноморье на стороне Антанты действовал даже дивизион японских эсминцев. Конвойная служба оказалась не менее опасной, чем боевая: из общих потерь британских эсминцев (было потеряно 67 эсминцев и 3 лидера), 18 были потеряны от столкновений и 12 затонули в результате навигационных аварий.
В годы войны Германский флот по различным причинам потерял 68 эсминцев и миноносцев.
К концу войны высшим достижением в строительстве эсминцев считался британский тип W.
В середине Первой мировой в Великобритании появился новый подкласс эсминцев — «лидер эсминцев», большего водоизмещения, с более высокой скоростью хода и с более сильным артиллерийским вооружением, чем у обычных эсминцев. Корабль предназначался для артиллерийской поддержки, вывода в атаку эсминцев, борьбы с эсминцами противника, управления группами эскадренных миноносцев и мог выполнять роль разведчика при эскадре крупных кораблей.

## Межвоенный период
В послевоенное время продолжилась наметившаяся тенденция к увеличению размеров эсминцев и улучшению их вооружения. Во время войны был упущен ряд возможностей атаковать корабли вражеского флота из-за того, что все торпеды выпускались в первом залпе. В английских эсминцах типов V и W в конце войны пытались решить эту проблему установкой 6 торпедных труб в двух строенных аппаратах, вместо 4-х или 2-х труб в ранних моделях. Это стало стандартом для эсминцев начала 1920-х гг.
Следующим крупным нововведением в строительстве эсминцев стали японские корабли типа «Фубуки» (яп. 吹雪). Головной корабль был спроектирован в 1925 и передан флоту в 1928 г. Их вооружение включало в себя 6 мощных пятидюймовых орудий и 3 трёхтрубных торпедных аппарата. Вторая группа кораблей этого типа получила орудия с бо́льшим углом возвышения для использования в качестве зенитных и 610-мм кислородными торпедами типа 93 (американское обозначение «Лонг Лэнс» англ. Long Lance — «Длинная пика»). В более поздних эсминцах типа «Хацухару» 1931 г. японцы ещё более улучшили своё торпедное оружие путём размещения запасных торпед в надстройке, тем ускорив перезарядку торпедных аппаратов до 15 минут.
Остальные морские страны начали строительство подобных больших эсминцев. Американский эсминец проекта «Портер» позаимствовал спаренные пятидюймовые орудия, а в эсминцах проектов «Мэхен» (англ. Mahan) и «Гридли» (англ. Gridley) (1934 г.) увеличили количество торпедных труб соответственно до 12 и до 16.
На Средиземном море Италия построила очень быстрые лёгкие крейсера типа «Кондотьери» (итал. Condottieri), Франция, в свою очередь, стала строить большие эсминцы с выдающимися характеристиками, такие, как корабли типа «Ягуар» (фр. Jaguar) в 1922 г. с водоизмещением 2000 т и 130-мм орудиями, в дальнейшем она построила ещё три подобных типа в 1930 г. Проект 1935 г. лидер эсминцев «Ле Фантаск» (фр. Le Fantasque) имел пять 138-мм орудий, девять торпедных труб и рекордную скорость в 45 узлов. Итальянские эсминцы были почти такими же быстрыми, большинство из эсминцев постройки 1930-х гг. обладали скоростью в 38 узлов, их вооружение составляли 4 или 6 120-мм орудий и торпеды.
В Германии снова начали строить эсминцы в 1930-х гг., это была часть гитлеровской программы перевооружения. Немцы, как и французы, строили большие эсминцы, но хотя у эсминцев типа 1934 полное водоизмещение и было свыше 3000 т, их вооружение составляло пять 127-мм орудий, и примерно соответствовало вооружению более лёгких типов эсминцев у других стран. Более поздний Тип 1936, однако, уже получил тяжёлые 150-мм орудия. Немецкие эсминцы использовали новаторскую паротурбинную установку на паре высокого давления, которая должна была увеличить их эффективность; однако, очень часто это приводило к проблемам в механике.
После того, как немецкая и японская программы строительства эсминцев стали очевидны, англичане и американцы сознательно сосредоточились на создании более лёгких, но и более многочисленных кораблей. Англичане построили ряд эсминцев (типы A, B, C, D, E, F, G, H), каждый водоизмещением около 1350 т, имеющих четыре 4,7-дюймовых(120-мм) орудия и 8 торпедных труб. В США было построено шесть серий в номинальном пределе «1500-тонного» водоизмещения. Они условно делились на торпедные («Бенхэм», «Бэгли» и «Гридли») у которых было 16 торпедных труб и четыре пушки ГК и артиллерийские у которых было пять 5-дюймовых (127-мм) орудий и восемь торпедных труб. Следующие американские эсминцы типа «Бэнсон» (англ. Benson) 1939 года были на 200 тонн больше и вооружены были пятью 5-дюймовыми(127-мм) орудиями и 10 торпедными трубами. Англичане, придя к выводу о необходимости тяжёлого артиллерийского вооружения, построили эсминцы типа «Трайбл» (англ. Tribal) в 1936 г. (иногда также называемые «Африди» по названию первого корабля типа) водоизмещением 1850 т, вооружённые восемью спаренными 4,7-дюймовыми орудиями, установленными в четырёх башнях, и одним четырёхтрубным торпедным аппаратом. За этим последовали эсминцы типов J, с 6-ю спаренными орудиями в трёх башнях и 10 торпедными трубами и L (первые 4 корабля с четырьмя спаренными 102-мм зенитными установками) с 6-ю спаренными новыми 4,7-дюймовыми универсальными орудиями в трёх башнях и 8 торпедными трубами.
В 1933 году в СССР был спущен на воду лидер эскадренных миноносцев «Ленинград» (полное водоизмещение 2693 тонн, скорость 43 узла, запас хода 2100 миль), головной корабль проекта 1/38, всего было построено 6 кораблей.
В 1938 г. появился эсминец «Гневный» (проект В. А. Никитина, стандартное водоизмещение 1525 т, скорость 38 узлов), головной корабль серии эскадренных миноносцев проекта 7, в 1937 году после подрыва на мине английского эсминца «Хантер» (англ. Hunter) у берегов Испании проект был спешно пересмотрен, и корабли, находящиеся на раннем этапе постройки, достраивались уже по новому проекту проекту 7у, предусматривавшему эшелонированное расположение энергетической установки с целью улучшения живучести.
В 1940 году для Черноморского флота был построен в Италии лидер эскадренных миноносцев «Ташкент» (водоизмещение 3216 т, скорость хода максимальная 44 узла, дальность плавания 5030 миль при 25 узлах).
Из средств обнаружения подводных лодок имелся сонар, или «Асдик» (англ. ASDIC). Оружие для борьбы с подлодками со времени Первой мировой изменилось незначительно, носовые бомбомёты, нужду в которых показала Вторая мировая война, не развивались.

## Вторая мировая война
Во время Второй мировой войны задачи эсминцев вновь усложнились. Кроме того, что подводные лодки стали значительно совершеннее, важную роль в море стала играть авиация. Эсминцы оказались плохо подготовленными к этим видам угрозы. Их стали оборудовать зенитными орудиями, радарами, бомбомётами, в дополнение к уже установленному лёгкому артиллерийскому вооружению, глубинным бомбам и торпедам. К этому времени эсминцы превратились из дешёвых кораблей для защиты основных сил в большие многоцелевые корабли, которые сами стали ценными целями. Темп потерь этого класса во время войны был самым высоким, несмотря на их массовое производство. Всё это привело к появлению более лёгких и дешёвых кораблей борьбы с подлодками: у англичан появились корветы, а позднее фрегаты, у американцев эскортные эсминцы. По размерам они соответствовали ранним миноносцам, из которых развились эсминцы. Английский эсминец типа «Хант II» (англ. Type II Hunt) не имел торпедного вооружения вообще, заменив его усиленным противолодочным.
Эсминцы были наиболее массовыми надводными кораблями Второй мировой и участвовали практически во всех значительных морских сражениях на всех морских театрах военных действий, оказавшись в положении «расходного материала» флота. Некоторое представление о интенсивности их использования может дать статистика потерь: английский флот из 389 участвовавших в войне эсминцев потерял 144, немецкий из 21 имевшегося к началу войны и 19 построенных во время войны потерял 25, Япония из 168 эсминцев потеряла 132, США потеряли 71 эсминец из 559, СССР потерял 34 эсминца из 78, Франция потеряла 52 эсминца из 72. Многие эсминцы этого периода даже не имели собственных названий, только бортовые номера.

## Послевоенное время
В конце 1940-х — начале 1950-х гг., на основе опыта войны, был построен ряд эсминцев с традиционным вооружением. Они были значительно большими по размеру, чем корабли времён 2-й мировой, вооружены полностью автоматизированными орудиями главного калибра, радаром, сонаром, а также оружием для борьбы с подводными лодками, таким как бомбомёты БМБ-1 в СССР и Squid на Западе. К этим проектам относятся советские эсминцы проектов 30-бис («Скорый») и 56 («Котлин»), английские проекта «Дэринг» (англ. Daring), американские проекта «Форрест Шерман» (англ. Forrest Sherman).
Некоторые корабли времён войны были модернизированы для борьбы с подводными лодками и им был продлён срок эксплуатации, чтобы избежать дорогостоящего строительства новых кораблей. Примерами являются американская программа FRAM I, и английские корабли типа «15».

## Ракетная эра
Появление в начале 1960-х годов ракет «земля-воздух» и «земля-земля» изменило тактику морской войны. Крупные страны начали строительство ракетных эсминцев (стандартное обозначение НАТО — DDG, русское — «эсминцы УРО»), таких как советские корабли проекта 61, английские эсминцы типа «Каунти» (англ. County), американские типа «Чарльз Ф. Адамс» (англ. Charles F. Adams).

## Боевое применение эсминцев в послевоенное время
Эсминцы принимали активное участие в нескольких войнах и локальных конфликтах после Второй мировой войны. Было потеряно и повреждено несколько эсминцев:
- В 1967 г. египетскими ракетными катерами, вооружёнными советской ПКР «Термит», был потоплен израильский эсминец «Эйлат».
- В 1970 г. израильскими бомбардировщиками был потоплен египетский эсминец Эль Кахер[англ.] британской постройки.
- В 1971 г. во время Индо-пакистанского конфликта в районе Карачи индийскими ракетными катерами советскими ракетами П-15 «Термит» был потоплен пакистанский эсминец «Хайбер». Гибель «Хайбера» претендует на самую крупную по числу жертв потерю боевого корабля в годы Холодной войны. Ещё один пакистанский эсминец «Шах Джахан» получил попадание и сгорел.
- В 1974 г. во время турецкого вторжения на Кипр был потоплен турецкий эсминец «Коцатепе». Ещё два турецких эсминца «Адатепе» и «Тиназтепе» получили повреждения. При этом атаку совершила своя же турецкая авиация, которая атаковала свой же флот по наводке противника.
- В 1975 г. имел место случай захвата эсминца в ходе боевых действий. В ходе северовьетнамского наступления весной 1975 года в качестве трофеев северовьетнамцам достался эсминец RVNS Trần Khánh Dư (HQ-04)[англ.] ВМС Южного Вьетнама.
- В 1982 г. во время Фолклендской войны между Англией и Аргентиной аргентинскому самолёту удалось потопить английский эсминец УРО «Шеффилд» с помощью противокорабельной ракеты «Экзосет», а через несколько дней тремя бомбами был потоплен однотипный с «Шеффилдом» эсминец «Ковентри».

## Инциденты в послевоенное время
В 1971 году эсминец ВМС Франции Сюркуф был потоплен советским танкером «Генерал Бочаров». Погибло 10 членов экипажа эсминца.
В 1992 году во время учений НАТО авианосец ВМС США «Саратога» случайно сжёг ракетами RIM-7 эсминец ВМС Турции TCG Muavenet (DM 357). Погибло от 5 до 9 членов экипажа эсминца. Корабль был списан как неремонтопригодный.

## Современные эсминцы
Из-за усложнения и дороговизны эсминцы перестали быть самым многочисленным классом кораблей. (По состоянию на 2005 год, во всех флотах мира имелось менее 200 эсминцев, против 350+ фрегатов). Их размеры и водоизмещение, а также назначение и возможности, широко варьируют в зависимости от страны. Самые крупные (Южная Корея) «Король Седжон») достигают 10600 тонн полного водоизмещения и способны решать свои задачи в любом районе Мирового океана. Самые малые (Мексика, Перу) — это переоборудованные корабли времён войны около 2500 тонн, пригодные для действий у своих берегов, по возможностям уступающие современным фрегатам.
Кроме того, на классификацию влияют политические соображения. Так флоты, стремящиеся получить ассигнования несмотря на сопротивление государства, «занижают» класс предложенного корабля. Например, британский тип «Каунти», часто относимый к лёгким крейсерам, был представлен парламенту как «большой эсминец». Наоборот, флоты желающие повысить свой престиж при ограниченном бюджете, классификацию завышают. Например, аргентинский тип «Альмиранте Браун» (исп. Almirante Brown) по характеристикам соответствует фрегату.
В США основными назначениями эсминцев являются охрана авианосных групп, поддержка сухопутных сил и сил высадки десанта, а также охрана конвоев. В настоящее время на вооружении ВМС США находится один класс многоцелевых ракетных эсминцев, типа «Арли Бёрк» (англ. Arleigh Burke). DDG-51 — самый массовый на сегодняшний день эсминец в мире. На декабрь 2009 года в составе флота находится 56 кораблей этого типа, ещё 6 строится или заказаны, а также от 8 до 11 эсминцев планируется построить до 2022 г. Водоизмещение последних кораблей серии около 9600 метрических тонн. Базовыми элементами является универсальная система наведения и управления ракетным огнём AEGIS и радиолокационная станция с фазированной антенной решёткой AN/SPY-1. Вооружён одним автоматическим орудием Mark 45 калибра 127 мм, двумя строенными 324-мм торпедными аппаратами, зенитными, противокорабельными ракетами, а также крылатыми ракетами «Томагавк». Последняя серия этого типа имеет ангар для 2 противолодочных вертолётов, при этом число ячеек для запуска ракет даже увеличилось с 90 до 96..
Планировалось, что в 2012 году на вооружение ВМС США поступят ударные эсминцы с управляемым ракетным оружием типа «Замволт» (англ. Zumwalt)), что должно было значительно расширить роль эсминцев как ударной силы в наземных операциях. Хотя корабль многоцелевой, основным его предназначением является нанесение ударов по береговым целям для поддержки сухопутных сил. Оснащённый 155-мм орудиями с управляемыми снарядами увеличенной дальности «Замволт» может поражать орудийным огнём цели на расстоянии до 100 миль. Ракетная система обеспечивает поражение на дальности от 100 до 200 миль, крылатые ракеты «Томагавк» позволяют атаковать цели на расстоянии от 200 до 1600 морских миль. Впрочем, 22 июля 2008 г. в связи с дороговизной программы (расчётная стоимость строительства DD(X) составляет от 3 до 5 млрд долл. против около 1,5 млрд долл. за DDG-51) было принято решение о сворачивании программы постройки «Замволтов» (будут построены лишь три эсминца проекта) и о продолжении строительства эсминцев серии «Арли Берк». Первый «Замволт» вступил в строй в 2016 году.
В Королевском ВМФ Великобритании в настоящее время используются 8 эсминцев проекта «Тип 42». Британские эсминцы имеют водоизмещение около 5000 т, вооружены орудиями и ракетами, включая 114 мм (4,5 дюймовые) орудия Mk 8, зенитными ракетами Sea Dart, 20-мм орудиями «Бофорс», артиллерийской системой самообороны Vulcan Phalanx, противолодочными торпедами, вертолётом. Вскоре эти корабли будут заменены на корабли нового проекта «Тип 45» («Дэринг» (англ. Daring)), с полным водоизмещением около 8000 т.
Эсминцы «Тип 45» предназначены, прежде всего, для противовоздушной обороны авианосцев. Основным оружием корабля является ЗРК Aster 15/30. Ракеты Aster 30 могут поражать цели (в том числе малозаметные низколетящие) на расстоянии до 100 километров.
В канадском флоте используются эсминцы типа «Ирокез», несущие 4 вертолёта. Это корабли с зенитным и управляемым ракетным оружием. Спроектированные в 1970-х гг., они стали первыми военными кораблями, использующими газотурбинные двигательные установки. 2 турбины используются в крейсерском режиме, ещё 2 подключаются для достижения максимальной скорости хода в 29 узлов. По конструкции они во многом повторяют американские эсминцы проекта «Спрюэнс».
На вооружении современных Морских сил самообороны Японии наряду с «традиционными» эсминцами типа DDG-173 «Конго» (глубокая модернизация DDG-51 «Арли Бёрк») находятся эсминцы-вертолетоносцы типа «Хьюга». В качестве основного вооружения корабли данного типа способны нести на борту до 11 противолодочных вертолётов, противолодочный ракетно-торпедный комплекс ASROC, установку вертикального пуска ракет типа Mk41 на 16 ячеек, ЗРК RIM-7 Sea Sparrow и RAM. По своим характеристикам корабль вполне соответствует кораблям класса «лёгкий авианосец» (таким как авианосцы типа «Инвинсибл», «Джузеппе Гарибальди», «Принсипе де Астуриас» или «Чакри Нарубет»), применяющимся для базирования самолётов с вертикальным взлётом Sea Harrier. По мнению экспертов, авианосцы такого класса могут стать подходящей платформой для базирования истребителей класса F-35 Lightning. Планируется также строительство ещё более крупных кораблей такого класса (тип 22DDH, в/и 19500 тонн и длиной около 250 метров) с авиагруппой из 14 вертолётов. Головной корабль проекта 22DDH был спущен на воду в Йокогаме 6 августа 2013 года и получил название «Идзумо»
СССР с 1965 по 1981 годы не классифицировал свои корабли как эсминцы, за исключением ранее построенных. В типичном случае корабли со сходными характеристиками относились к большим противолодочным (БПК). Это отражало взгляды на новое назначение кораблей в ракетно-ядерной войне. После 1991 г. происходит постепенный отказ от неортодоксальной системы классификации кораблей, принятой в Советском Союзе и в класс эсминцев перечисляются БПК проектов 1155, 1155.1. Вместе с тем имеет место и общемировая тенденция к размыванию границ этого класса кораблей между собственно эскадренными миноносцами, крейсерами и тяжеловооружёнными фрегатами. В российском флоте этот процесс иллюстрируют, например, фрегаты проекта 1154, перспективные боевые корабли проекта 22350.
Единственными кораблями, которые с момента закладки на стапеле классифицировались как эскадренные миноносцы, стали строившиеся с 1981 г. эсминцы проекта 956 типа «Сарыч» (также известен как тип «Современный»). Основным назначением их считается борьба с надводными силами и поддержка десанта, и лишь затем противовоздушная и противолодочная оборона.
Эсминцы проектов 956 (шифр «Сарыч») имеются в российском (2 единицы в боевом составе на 2020 год) и китайском (4 единицы) флотах. Это большие многоцелевые ракетные корабли, вооружённые 8 пусковыми установками противокорабельных ракет «Москит», зенитно-ракетным комплексом «Ураган» (48 ракет), 2 спаренными автоматическими артустановками калибра 130 мм, двумя спаренными торпедными аппаратами, противолодочными реактивными бомбомётами РБУ-1000. Зенитные ракеты способны атаковать и наземные цели, орудия и торпеды предназначены для использования против подводных лодок и кораблей на небольшой дистанции. Имеется вертолётная площадка. Стандартное водоизмещение составляет 6500 т.
Новейшие корабли Индийского флота — эсминцы типа «Дели». Корабли вооружены противокорабельными ракетами Х-35 («Уран») с дальностью поражения в 130 км. Вскоре эти ракеты будут заменены на ракеты «Брамос». Для ПВО используются российский зенитно-ракетный комплекс «Штиль» и израильский комплекс Barak. Для борьбы с подводными лодками используются российские противолодочные реактивные бомбомёты РБУ-6000. Также имеется 5 торпедных направляющих для 533-мм торпед. Способны нести два вертолёта Sea King. Корабли проекта «Дели» планируется заменить кораблями проекта «Колката», первый из которых уже был построен в марте 2006 г.
Общими тенденциями строительства эсминцев основных флотов в начале XXI века являются:
- применение боевых информационно-управляющих систем, аналогичных американской AEGIS;
- введение в конструкцию элементов «невидимости» (stealth);
- увеличение автоматизации и связанное с ним увеличение удельного веса вспомогательных энергетических установок;
- увеличение мореходности и обитаемости за счёт скорости хода;
- качественное повышение возможностей кораблей за счёт снижения их численности.

## Музейные эсминцы
В ряде стран эсминцы сохранились как музейные корабли. Они включают:
- ARA Santisima Trinidad в настоящее время восстанавливается и будет сохранена в Пуэрто-Бельграно, Аргентина.
- HMAS Vampire (D11) в Сиднее, Новый Южный Уэльс.
- BNS Bauru, ранее USS McAnn (DE-179) в Рио-де-Жанейро, Бразилия.
- HMCS Haida (G63) в Гамильтоне, Онтарио.
- Русский эсминец «Беспокойный» — 15-й эскадренный миноносец проекта 956 «Сарыч» (код НАТО — «Sovremenny class destroyer») в Санкт-Петербурге.
- Китайский эсминец Аньшань (101) в Циндао, Китай.
- Китайский эсминец Чанчунь (103) в Рушане, Китай
- Китайский эсминец Тайюань (104) в Даляне, Китай
- Китайские эсминцы класса Люда: Цзинань, Иньчуань, Нанкин, Наньчан и Синин — выставлены в Китае.
- ARC Boyaca (DE-16), ранее USS Hartley (DE-1029) в Гуатапе, Колумбия.
- Французский эсминец Maille- Breze (D627) в Нанте, Франция.
- Немецкий эсминец Мёльдерс (D186) в Вильгельмсхафене, Германия.
- HS Velos (D-16), ранее USS Charrette (DD-581) в Палео Фалиро, Греция. [50]
- BRP Раджа Хумабон (PS-11) в Пойнт-Сангли, Филиппины
- ORP Blyskawica в Гдыне, Польша. Самый старый сохранившийся эсминец в мире. [51]
- ROKS Jeong Buk (DD-916), ранее USS Everett F. Larson (DD-830) в Канныне, Южная Корея.
- ROKS Jeong Ju (DD-925), ранее USS Rogers (DD-876) в Танджине, Южная Корея.
- HSwMS Smaland (J19) в Гётеборге, Швеция.
- ROCS Te Yang (DDG-925), ранее USS Sarsfield (DD-837) в городе Тайнань, Тайвань
- TCG Gayret (D352), ранее USS Eversole (DD-789) в Измите, Турция.
- HMS Cavalier (R73) в Чатеме, Кент.
- USS Cassin Young (DD-793) в Бостоне, штат Массачусетс.
- USS The Sullivans (DD-537) в Буффало, штат Нью-Йорк.
- USS Kidd (DD-661) в Батон-Руже, Луизиана.
- USS Slater (DE-766) в Олбани, штат Нью-Йорк.
- USS Stewart (DE-238) в Галвестоне, штат Техас.
- USS Orleck (DD-886) в Лейк-Чарльзе, штат Луизиана.
- USS Turner Joy (DD-951) в Бремертоне, штат Вашингтон.
- USS Charles F. Adams (DDG-2) в Джэксонвилле, штат Флорида.
- USS Laffey (DD-724) в Маунт-Плезанте, Южная Каролина.
- USS Edson (DD-946) в Бей-Сити, штат Мичиган.
- USS Джозеф П. Кеннеди младший (DD-850) в Фолл-Ривере, штат Массачусетс